# استمثال عناصر السرب
في الاستمثال وعلوم الحاسوب، استمثال عناصر السرب المعروف (بالإنجليزية: Particle swarm optimization)‏ خوارزمية حاسوبية اكتشفها عالم النفس الاجتماعي جيمس كينيدي والمهندس الكهربائي الأمريكي روسيل إبيرهارتلتستمثل مسألة ما بإيجاد القيمة القصوى أو الدنيا لها اعتمادا على التجريب والتكرار. وتقوم فكرة الخوارزمية على وجود سرب من العناصر ينتشر في منطقة بحث محدودة ويتحرك فيها عشوائيا للبحث عن الحل الأمثل في هذه المنطقة. وعموما كلما زاد عدد عناصر السرب وصغرت منطقة البحث، بات إيجاد الحل الأمثل أسهل وأسرع. وكلما قل عدد العناصر وازدادت منطقة البحث قلت فرص إيجاد الحل الأمثل.

طريقة إستمثال عناصر السرب حيث يتم البحث عن أقل قيمة في إقتران ما

## مثال
عندما ينتشر سرب من النحل في حقل للزهور فإنه في غالب الأحيان يتمركز في المنطقة الأكثر كثافة بالأزهار. ويتوصل النحل لهذه المنطقة بتطبيق خوارزمية استمثال عناصر السرب. أي أنها تنتشر مبدئيا في الحقل لتقوم كل نحلة بتسجيل المنطقة الأكثف بالأزهار. ثم تتحرك كل نحلة عشوائيا، فإذا وجدت منطقة أكثف قامت بتحديث معلومتها، وهكذا دواليك. وعند الانتهاء من البحث العشوائي. تعلن كل نحلة عمّإذا وجدت. وعندها يتوجه سرب النحل إلى أحسن الموجود وأثناء التوجه تقوم كل نحلة بمسح الطريق الموصل إلى المنطقة المثلى. فإذا وجدت ما هو أفضل أخبرت السرب عن ذلك.